# Mobi z Glasnevin
Mobi z Glasnevin (ur. po 500, zm. ok. 544) – jeden z dwunastu apostołów Irlandii, opat, święty Kościoła katolickiego.
Urodził się na początku VI wieku. Był opatem klasztoru Mobi Glasnaidhen (dzis. Glasnevin). W klasztorze przebywali krótko późniejsi święci: Kolumba z Iony, Kiaran z Clonmacnois, Kanizjusz z Aghaboe i Kongal z Bangor, rzekomi uczniowie św. Finiana do których zaliczany jest również Mobi.
Jego wspomnienie liturgiczne obchodzone jest 12 października.